# Наталія (Техас)
Наталія (англ. Natalia) — місто (англ. city) в США, в окрузі Медина штату Техас. Населення — 1202 особи (2020).

## Географія
Наталія розташована за координатами 29°11′18″ пн. ш. 98°51′5″ зх. д. / 29.18833° пн. ш. 98.85139° зх. д. (29.188294, -98.851330).  За даними Бюро перепису населення США в 2010 році місто мало площу 3,61 км², з яких 3,60 км² — суходіл та 0,00 км² — водойми.

## Демографія
Згідно з переписом 2010 року, у місті мешкала 1431 особа в 480 домогосподарствах у складі 350 родин. Густота населення становила 397 осіб/км².  Було 553 помешкання (153/км²).
Расовий склад населення:
| - 77,8 % — білих - 1,0 % — корінних американців - 0,3 % — чорних або афроамериканців - 0,3 % — азіатів - 18,4 % — осіб інших рас |

До двох чи більше рас належало 2,1 %. Частка іспаномовних становила 83,6 % від усіх жителів.
За віковим діапазоном населення розподілялося таким чином: 28,8 % — особи молодші 18 років, 59,6 % — особи у віці 18—64 років, 11,6 % — особи у віці 65 років та старші. Медіана віку мешканця становила 35,5 року. На 100 осіб жіночої статі у місті припадало 90,5 чоловіків;  на 100 жінок у віці від 18 років та старших — 90,1 чоловіків також старших 18 років.
Середній дохід на одне домашнє господарство  становив 37 895 доларів США (медіана — 31 650), а середній дохід на одну сім'ю — 43 941 долар (медіана — 35 400). Медіана доходів становила 26 250 доларів для чоловіків та 20 474 долари для жінок. За межею бідності перебувало 26,2 % осіб, у тому числі 45,6 % дітей у віці до 18 років та 11,6 % осіб у віці 65 років та старших.
Цивільне працевлаштоване населення становило 480 осіб. Основні галузі зайнятості: освіта, охорона здоров'я та соціальна допомога — 37,1 %, роздрібна торгівля — 19,4 %, науковці, спеціалісти, менеджери — 8,1 %, фінанси, страхування та нерухомість — 6,9 %.